# Melanagromyza cyrtorchidis
Melanagromyza cyrtorchidis este o specie de muște din genul Melanagromyza, familia Agromyzidae, descrisă de Spencer în anul 1985.
Este endemică în Kenya. Conform Catalogue of Life specia Melanagromyza cyrtorchidis nu are subspecii cunoscute.